# Formule SAE

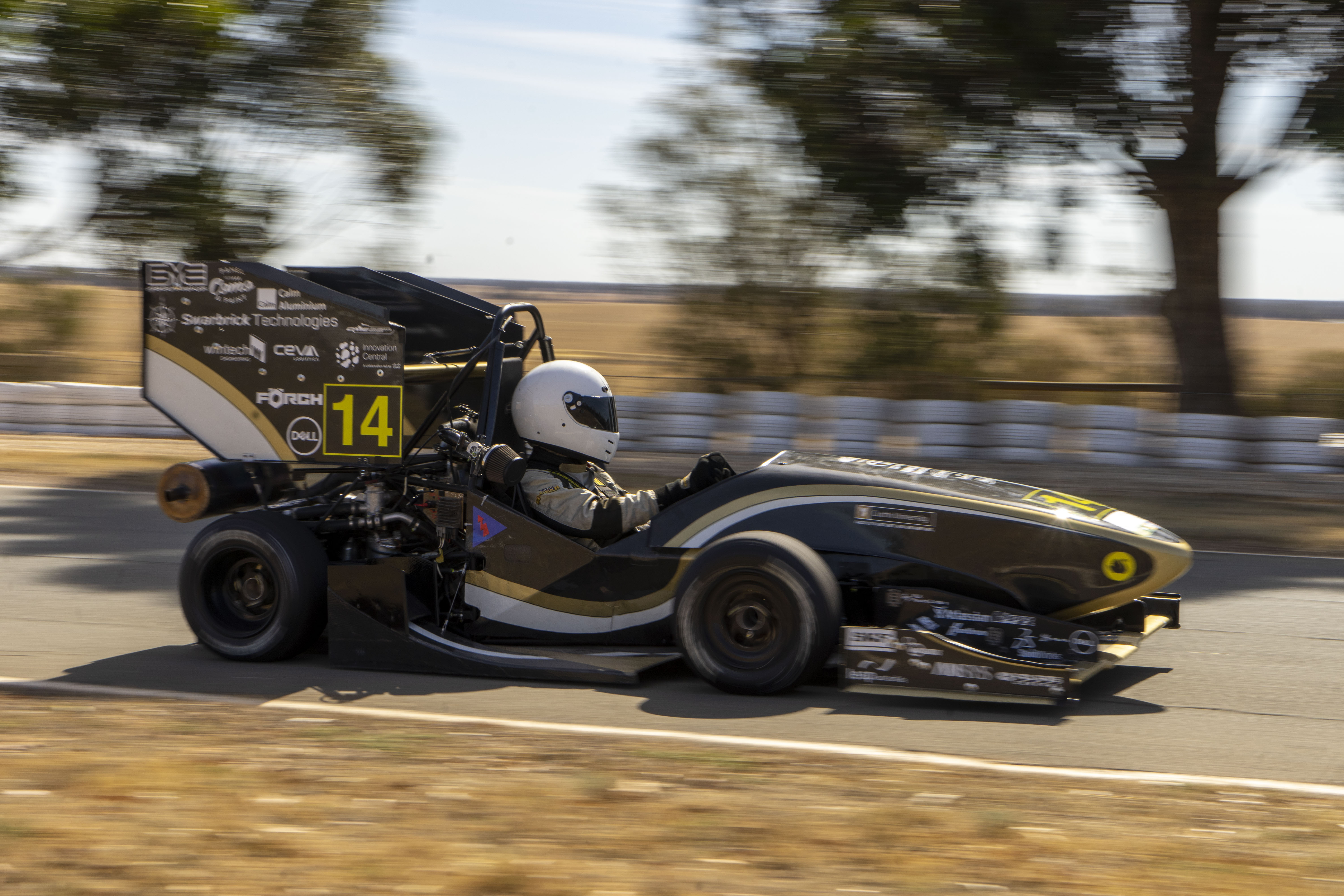
La voiture 2019 de l'équipe de l'Université Curtin est testée avant la compétition de Formule SAE Australasie 2019.

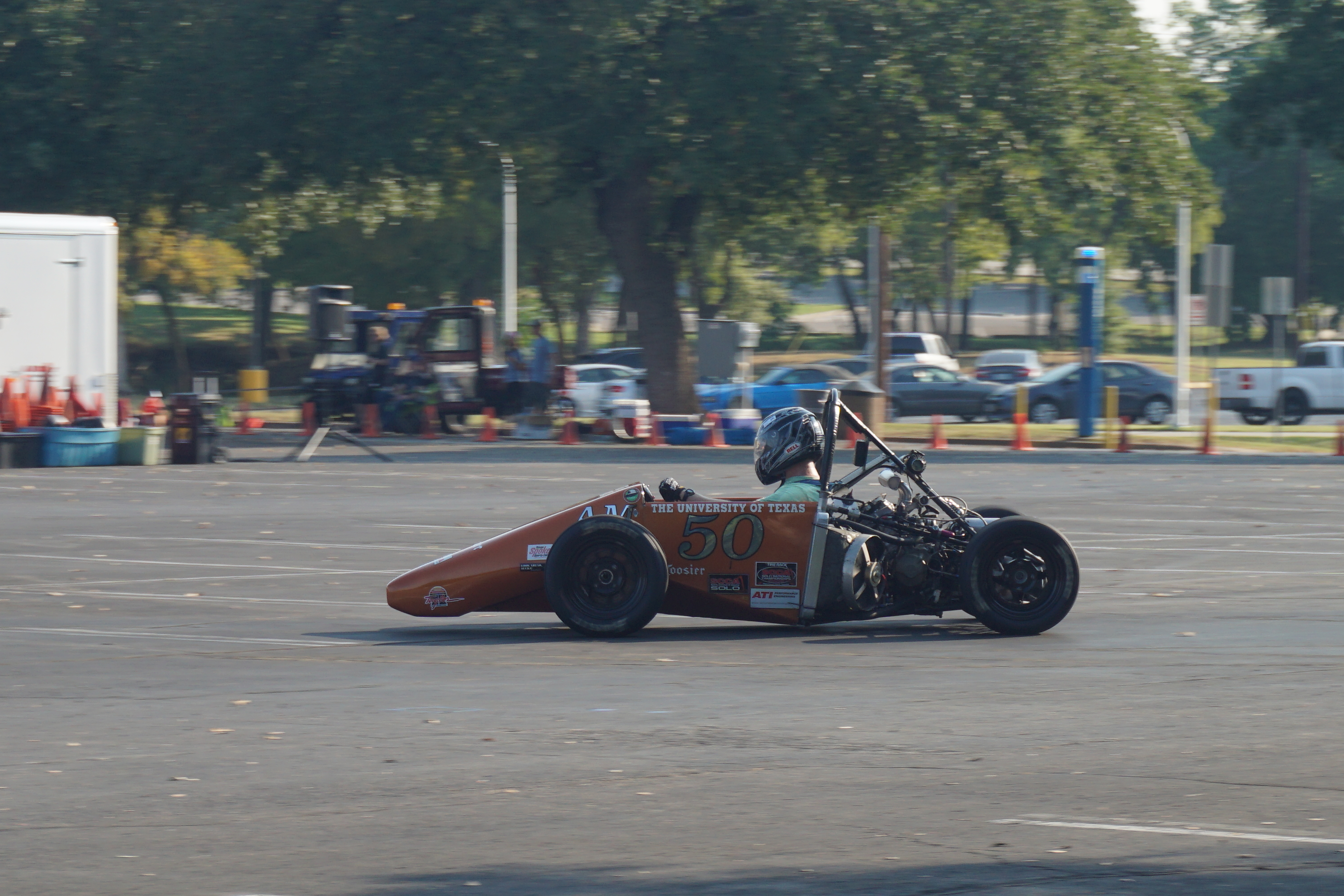
Voiture de Formule SAE de l'Université du Texas à Austin.

Formule SAE est un concours de design étudiant (en) organisé par SAE International (anciennement connue sous le nom de Society of Automotive Engineers, SAE). Elle réunit des équipes étudiantes universitaires d'Amérique du Nord généralement composées de deux à trente personnes chacune et qui doivent produire un prototype fonctionnel de véhicule de type formule.
La compétition est lancée en 1980 par la branche étudiante de la SAE de l'Université du Texas à Austin. Aujourd'hui, la compétition s'est élargie et comprend plus de 12 événements dans le monde entier. Par exemple, Formula Student est un événement similaire sanctionné par la SAE au Royaume-Uni, ainsi que Formula SAE Australasia (en) (Formula SAE-A) qui se déroule en Australie. Le Verein Deutscher Ingenieure (en) (VDI) organise une compétition similaire, la compétition Formula Student Germany, au Hockenheimring.

## Concept

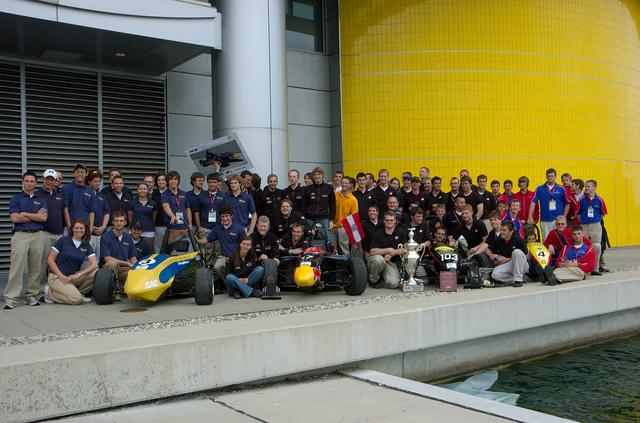
Les voitures finalistes du design 2007. De gauche à droite, celle de l'Université du Michigan - Ann Arbor, de la TU Graz, de l'Université du Wisconsin à Madison et de l'Université du Kansas. Celle de l'Université d'État de Pennsylvanie est absente.

Le concept derrière la Formule SAE est qu'une entreprise de fabrication fictive a engagé une équipe de conception étudiante pour développer une petite voiture de course de style Formule 1. Le prototype doit être évalué pour son potentiel en tant qu'objet de production. Le groupe cible marketing de la voiture de course est le coureur d'autocross non professionnel du week-end.
Chaque équipe d'étudiants conçoit, construit et teste un prototype basé sur une série de règles, dont le but est à la fois d'assurer la sécurité sur la piste (les voitures sont conduites par les étudiants eux-mêmes) et de favoriser la résolution ingénieuse de problèmes. Il existe des divisions de compétition à combustion et électriques, qui ne diffèrent principalement que par leurs règles concernant le groupe motopropulseur.
Le prototype de voiture de course est jugé dans un certain nombre d'événements différents. Le barème des points pour la plupart des événements de Formule SAE est le suivant :
| Éléments statiques                     | Éléments statiques |
| -------------------------------------- | ------------------ |
| conception                             | 150                |
| analyse des coûts et de la fabrication | 100                |
| présentation                           | 75                 |
| Éléments dynamiques                    |                    |
| accélération                           | 100                |
| skidpad                                | 75                 |
| autocross                              | 125                |
| économie de carburant                  | 100                |
| endurance                              | 275                |
| total                                  | 1 000              |

En plus de ces éléments, divers commanditaires du concours décernent des prix pour des réalisations de conception supérieures. Par exemple, la meilleure utilisation du carburant éthanol E-85, l'utilisation innovante de l'électronique, la recyclabilité, la résistance aux chocs, l'approche analytique de la conception et les performances dynamiques globales sont quelques-uns des autres prix disponibles. Au début de la compétition, le véhicule est contrôlé quant à sa conformité au règlement. Sa capacité de freinage, sa stabilité au retournement et ses niveaux de bruit sont vérifiés avant que le véhicule ne soit autorisé à participer aux épreuves dynamiques (skidpad, autocross, accélération et endurance).

## Historique

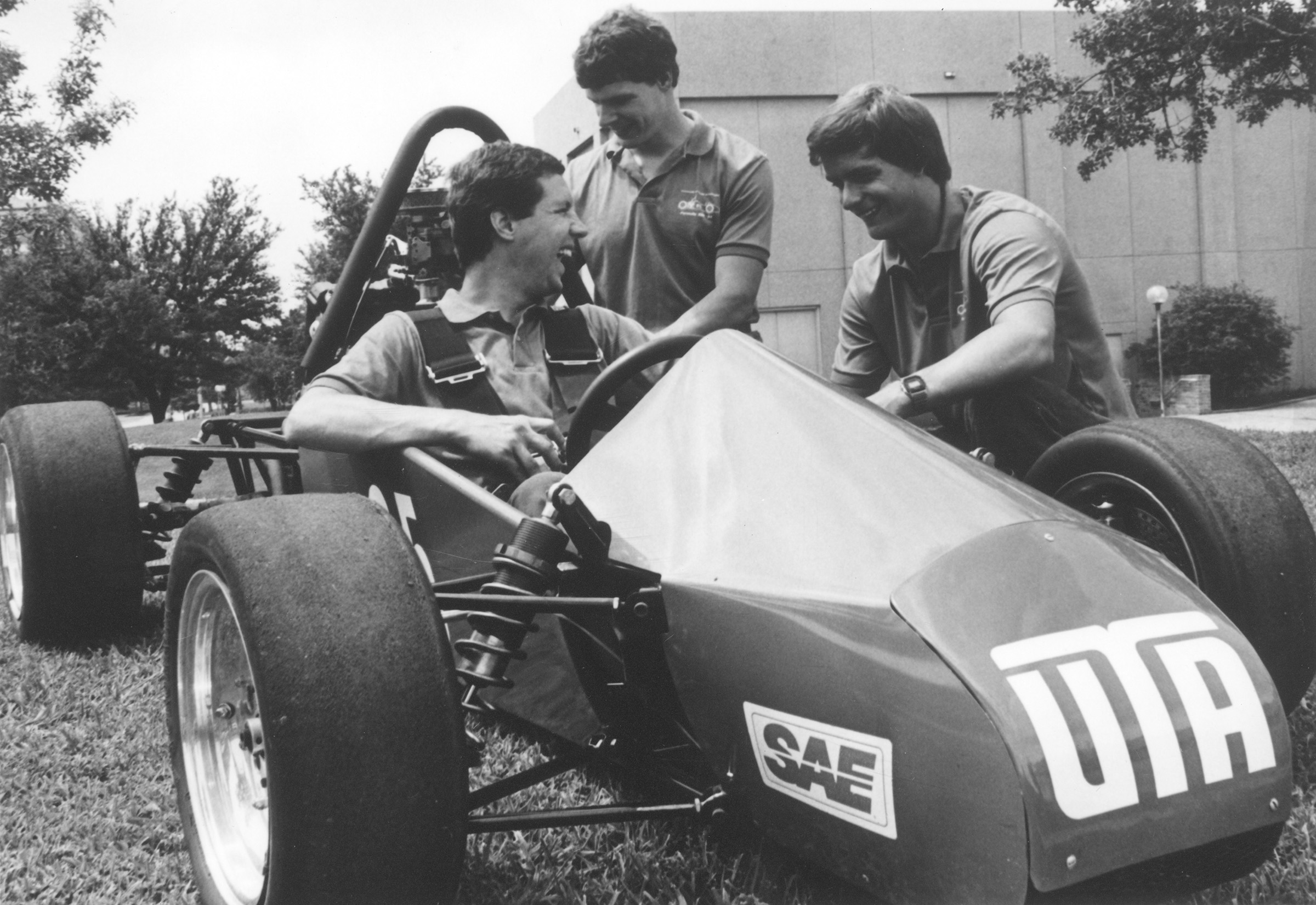
Voiture de Formule SAE de l'Université du Texas à Arlington, 1986.

En 1979, l'Université de Houston organise le SAE Mini-Indy. Conçu par Kurt Marshek (d), le concours est inspiré par un article pratique paru dans le magazine Popular Mechanics à propos d'un petit véhicule de « style Indy »[réf. souhaitée] en bois et propulsé par un moteur Briggs et Stratton de cinq chevaux. En utilisant les compétitions Mini Baja comme guide, les étudiants en ingénierie doivent concevoir et construire de petits véhicules de « style Indy » en utilisant le même moteur d'origine décrit dans l'article de Popular Mechanics. Treize écoles s'inscrivent et onze concourent. L'Université du Texas à El Paso remporte le concours général.
En 1980, lorsque des membres de la nouvelle branche étudiante de la SAE à l'Université du Texas à Austin apprennent que personne n'a repris le concours, ils lancent l'idée d'un nouveau concours intercollégial de conception technique qui permettrait aux étudiants d'appliquer ce qu'ils apprennent en classe à un problème de conception technique complexe et réel : la conception et le développement d'une voiture de course. Les membres du groupe imaginent une compétition qui impliquerait la conception et la construction d'une voiture de course sur le modèle de la série de course d'entrée de gamme SCCA Formula 440, populaire à l'époque. Le professeur Matthews propose le nom « Formule SAE » en suivant le format de la Formule A et de la Formule Vee, mais en soulignant que cette nouvelle voiture de course était une compétition d'ingénierie plutôt qu'une compétition de pilotes.
Le premier concours de Formule SAE est lancé à l'été 1981. L'Université du Texas à Austin accueille la compétition jusqu'en 1984. En 1985, le concours est organisé par l'Université du Texas à Arlington (en).
General Motors accueille la compétition en 1991, Ford Motor Co. en 1992 et Chrysler Corp. en 1993. Après la compétition de 1992, les trois ont formé un consortium pour gérer la Formule SAE. Celui-ci est dissout à la fin du concours de 2008 et l'événement est par la suite financé par la SAE grâce aux parrainages et aux dons des entreprises ainsi qu'aux frais d'inscription des équipes.
En 2007, une ramification appelée Formula Hybrid est inaugurée. Elle est similaire à la Formule SAE, sauf que toutes les voitures doivent être équipées de moteurs hybrides essence-électricité. La compétition se déroule au New Hampshire Motor Speedway.
En 2010, la Formula Student Electric est inaugurée, qui demande aux étudiants de construire un véhicule de course entièrement électrique.
En 2017, la Formula Student Driverless est inaugurée.

### Règles

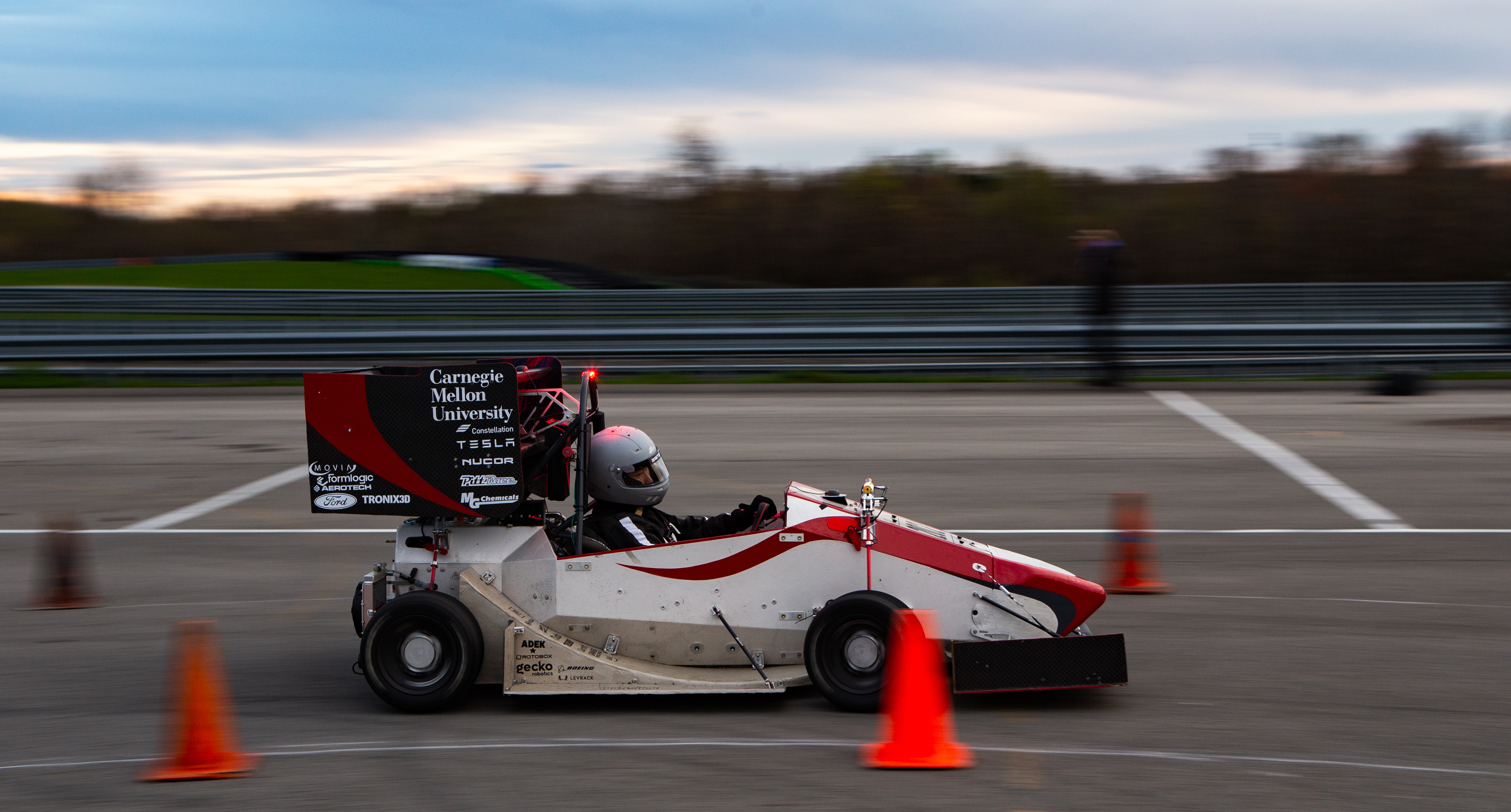
Voiture électrique Formule SAE de l'Université Carnegie Mellon